# Federazione di rugby a 15 delle Isole Cayman
La Federazione di rugby a 15 delle Isole Cayman (in inglese Cayman Islands Rugby Football Union) è l'organo che governa il rugby a 15 nelle Isole Cayman.
Affiliata a World Rugby, è inclusa fra le nazionali di terzo livello senza esperienze di Coppa del Mondo.